# Anna Trúsova
Anna Anatólievna Trúsova –en ruso, Анна Анатольевна Трусова– (29 de noviembre de 1985) es una deportista rusa que compitió en lucha libre. Ganó una medalla de oro en el Campeonato Europeo de Lucha de 2008, en la categoría de 51 kg.

## Palmarés internacional
| Campeonato Europeo | Campeonato Europeo  | Campeonato Europeo | Campeonato Europeo |
| Año                | Lugar               | Medalla            | Categoría          |
| ------------------ | ------------------- | ------------------ | ------------------ |
| 2008               | Tampere (Finlandia) | Medalla de oro     | 51 kg              |